# 忍たま乱太郎のエピソード一覧
忍たま乱太郎のエピソード一覧（にんたまらんたろうのエピソードいちらん）では、テレビアニメ『忍たま乱太郎』の各話放送タイトルおよびスタッフリストについて記述する。
ここでは「〜の段」は省略する。また、原画でクレジットされた作画監督も記述する。話数・放送日は公式サイトに基づく。

## 各話リスト

### 第31期
2023年4月3日から5月12日、10月30日から2024年1月5日まで放送された。全76話、通算2474回。
第6話と第11話は本作30周年記念をしたエピソードとなっている。第6話は第1期第1話の初回放送日が1993年4月10日であることから、本エピソードの放送日を「忍たまの日」としている。第11話は原作者・尼子騒兵衛の出身地でもある尼崎市が舞台となっている。
第65話から第69話のエピソードは「友情」をテーマに、尼子が原案を書いている。
| 話数通算       | サブタイトル             | 脚本     | 絵コンテ   | 演出           | 作画監督                 | 初放送日      |
| -------------- | ------------------------ | -------- | ---------- | -------------- | ------------------------ | ------------- |
| 第1話第2399話  | 登校は大変!?             | 浦沢義雄 | 木村哲     | 成川武千嘉     | 辻加奈子                 | 2023年 4月3日 |
| 第2話第2400話  | 先生たちの休日           | 浦沢義雄 | 奥澤粗笨   | 渡邉峻         | 穂坂史織                 | 4月4日        |
| 第3話第2401話  | くの一のプライド         | 石山優子 | 小野木一樹 | 成川武千嘉     | 松苗はる香               | 4月5日        |
| 第4話第2402話  | ニセ忍たま               | 浦沢義雄 | 木村哲     | 成川武千嘉     | 遠藤靖裕                 | 4月6日        |
| 第5話第2403話  | 忍術学園名物             | 浦沢義雄 | 矢澤範生   | 渡邉峻         | 辻加奈子                 | 4月7日        |
| 第6話第2404話  | 30年後の思い出           | 浦沢義雄 | 木村哲     | 成川武千嘉     | 芳川弥生                 | 4月10日       |
| 第7話第2405話  | 剣術の予習がしたい       | 山田花名 | 木村哲     | 渡邉峻         | 楠眞由美                 | 4月11日       |
| 第8話第2406話  | レジェンド               | 浦沢義雄 | 小野木一樹 | 秦義人         | 谷口亜希子               | 4月12日       |
| 第9話第2407話  | 何気なくプレゼント       | 浦沢義雄 | 三浦辰夫   | 三浦辰夫       | 生野裕子                 | 4月13日       |
| 第10話第2408話 | 委員会の花形             | 浦沢義雄 | 鈴木卓夫   | 秦義人         | 生野裕子                 | 4月14日       |
| 第11話第2409話 | 尼崎にご招待             | 石山優子 | 奥澤粗笨   | 成川武千嘉     | 芳川弥生                 | 4月17日       |
| 第12話第2410話 | 方向オンチに巻きこまれる | 吉高寿男 | 竹之内和久 | 前園文夫       | 生野裕子 佐久間信計      | 4月18日       |
| 第13話第2411話 | そっくりな娘             | 浦沢義雄 | 矢澤範生   | 前園文夫       | 生野裕子 小幡公春        | 4月19日       |
| 第14話第2412話 | 仕事を取られる           | 阪口和久 | 小野木一樹 | 成川武千嘉     | 遠藤靖裕                 | 4月20日       |
| 第15話第2413話 | まあだだよ               | 浦沢義雄 | 奥澤粗笨   | 前園文夫       | 生野裕子 佐久間信計      | 4月21日       |
| 第16話第2414話 | 平太の不安               | 石山優子 | 木村哲     | 渡邉峻         | 楠眞由美                 | 4月24日       |
| 第17話第2415話 | ストレスを発散           | 浦沢義雄 | 鈴木卓夫   | 渡邉峻         | 太田麻美                 | 4月25日       |
| 第18話第2416話 | 行列のできる立派な穴     | 浦沢義雄 | 木村哲     | 渡邉峻         | 太田麻美                 | 4月26日       |
| 第19話第2417話 | ドクタケ忍者の転勤       | 浦沢義雄 | 小野木一樹 | 水野知己       | 林桂子                   | 4月27日       |
| 第20話第2418話 | 仲直りのコツ             | 吉高寿男 | 奥澤粗笨   | 水野知己       | 生野裕子 パク ゴン ハー  | 4月28日       |
| 第21話第2419話 | 野村先生の早食い         | 浦沢義雄 | 矢澤範生   | 水野知己       | 生野裕子 まつざきはじめ  | 5月1日        |
| 第22話第2420話 | 六年生の炭運び           | 阪口和久 | 木村哲     | 秦義人         | 谷口亜希子               | 5月2日        |
| 第23話第2421話 | 大きな人間               | 浦沢義雄 | 鈴木卓夫   | 秦義人         | 穂坂史織                 | 5月3日        |
| 第24話第2422話 | ろくなこと言わない       | 浦沢義雄 | 三浦辰夫   | 三浦辰夫       | 生野裕子                 | 5月4日        |
| 第25話第2423話 | 委員長代理               | 浦沢義雄 | 奥澤粗笨   | 前園文夫       | 生野裕子 佐久間信計      | 5月8日        |
| 第26話第2424話 | 伊助の真剣               | 浦沢義雄 | 矢澤範生   | 前園文夫       | 生野裕子 小幡公春        | 5月9日        |
| 第27話第2425話 | ニコニコな土井先生       | 山田花名 | 言問橋理   | 言問橋理       | 芳川弥生 太田麻美        | 5月10日       |
| 第28話第2426話 | 伏木蔵の花束             | 浦沢義雄 | 奥澤粗笨   | 成川武千嘉     | 芳川弥生 太田麻美        | 5月11日       |
| 第29話第2427話 | 一年は組の不運           | 浦沢義雄 | 木村哲     | 成川武千嘉     | 遠藤靖裕                 | 5月12日       |
| 第30話第2428話 | みんなに愛されている     | 浦沢義雄 | 矢澤範生   | 秦義人         | 谷口亜希子               | 10月30日      |
| 第31話第2429話 | 秘密勉強                 | 浦沢義雄 | 木村哲     | 言間橋理       | 太田麻美                 | 10月31日      |
| 第32話第2430話 | 行きたい所は？           | 浦沢義雄 | 矢澤範生   | 言間橋理       | 太田麻美                 | 11月1日       |
| 第33話第2431話 | 三反田数馬を探せ         | 山田花名 | 小野木一樹 | 言間橋理       | 楠眞由美                 | 11月2日       |
| 第34話第2432話 | 千の顔                   | 浦沢義雄 | 小野木一樹 | いとうのりひこ | 林桂子                   | 11月3日       |
| 第35話第2433話 | ジュンコと仲直り         | 吉高寿男 | 奥澤粗笨   | いとうのりひこ | 林一哉                   | 11月6日       |
| 第36話第2434話 | ほめられた               | 浦沢義雄 | もりたけし | いとうのりひこ | 生野裕子 敷島博英        | 11月7日       |
| 第37話第2435話 | 浜守一郎の特訓           | 石山優子 | 三浦辰夫   | 三浦辰夫       | 生野裕子                 | 11月8日       |
| 第38話第2436話 | サインの予習             | 浦沢義雄 | 矢澤範生   | 前園文夫       | 生野裕子 はしもとかつみ  | 11月9日       |
| 第39話第2437話 | 一年ろ組のおつかい       | 山田花名 | 鈴木卓夫   | 前園文夫       | 生野裕子 佐久間信計      | 11月10日      |
| 第40話第2438話 | 知る事は困難だ           | 浦沢義雄 | 奥澤粗笨   | 秦義人         | 穂坂史織                 | 11月13日      |
| 第41話第2439話 | 狙われたのは誰だ         | 浦沢義雄 | 木村哲     | 成川武千嘉     | 遠藤靖裕                 | 11月14日      |
| 第42話第2440話 | 図書室に行け             | 浦沢義雄 | 小野木一樹 | 成川武千嘉     | 新山恵美子               | 11月15日      |
| 第43話第2441話 | 不破雷蔵の選択           | 浦沢義雄 | 小野木一樹 | 言問橋理       | 芳川弥生                 | 11月16日      |
| 第44話第2442話 | 魔界之先生の真実         | 浦沢義雄 | 小野木一樹 | 言問橋理       | 太田麻美                 | 11月17日      |
| 第45話第2443話 | こわくない……             | 浦沢義雄 | 鈴木卓夫   | 前園文夫       | 生野裕子 佐久間信計      | 11月20日      |
| 第46話第2444話 | 田村先輩のケンカ         | 石山優子 | 小野木一樹 | 前園文夫       | 生野裕子 佐久間信計      | 11月21日      |
| 第47話第2445話 | 派遣忍者の仕事           | 浦沢義雄 | 木村哲     | 成川武千嘉     | 芳川弥生                 | 11月22日      |
| 第48話第2446話 | おいしい手紙             | 浦沢義雄 | 言問橋理   | 言問橋理       | 楠眞由美                 | 11月23日      |
| 第49話第2447話 | クラス対抗学力テスト     | 浦沢義雄 | 矢澤範生   | 水野知己       | 生野裕子 チン ケツジョン | 11月24日      |
| 第50話第2448話 | 終わらない宿題           | 吉高寿男 | 矢澤範生   | 水野知己       | 林一哉                   | 11月27日      |
| 第51話第2449話 | 八方斎の言い間違い       | 浦沢義雄 | 奥澤粗笨   | 水野知己       | 生野裕子 まつざきはじめ  | 11月28日      |
| 第52話第2450話 | 授業の成果を見せろ       | 吉高寿男 | 鈴木卓夫   | 秦義人         | 谷口亜希子               | 11月29日      |
| 第53話第2451話 | 退屈をしのぐ             | 浦沢義雄 | 奥澤粗笨   | 前園文夫       | 生野裕子 はしもとかつみ  | 11月30日      |
| 第54話第2452話 | 食満留三郎の器           | 浦沢義雄 | 奥澤粗笨   | 前園文夫       | 生野裕子 アベ正己        | 12月1日       |
| 第55話第2453話 | いまごろ照星さん         | 浦沢義雄 | 渡邉峻     | 前園文夫       | 生野裕子 小幡公春        | 12月4日       |
| 第56話第2454話 | 出会い頭厳禁             | 阪口和久 | 竹之内和久 | 成川武千嘉     | 芳川弥生                 | 12月5日       |
| 第57話第2455話 | 水練の者たち             | 浦沢義雄 | 鈴木卓夫   | 言問橋理       | 谷口亜希子               | 12月6日       |
| 第58話第2456話 | 乱きりしん対二年生 前編  | 石山優子 | 鈴木卓夫   | 成川武千嘉     | 太田麻美                 | 12月7日       |
| 第59話第2457話 | 乱きりしん対二年生 後編  | 石山優子 | 鈴木卓夫   | 成川武千嘉     | 遠藤晴裕                 | 12月8日       |
| 第60話第2458話 | 南蛮菓子                 | 浦沢義雄 | 矢澤範生   | 水野知己       | 生野裕子 敷島博英        | 12月11日      |
| 第61話第2459話 | 日向先生と厚着先生       | 浦沢義雄 | 木村哲     | 水野知己       | 生野裕子 パク ゴン ハー  | 12月12日      |
| 第62話第2460話 | 金楽寺の怪しい忍者       | 浦沢義雄 | 木村哲     | 水野知己       | 林一哉                   | 12月13日      |
| 第63話第2461話 | 父ちゃんのお仕事         | 石山優子 | 渡邉峻     | 秦義人         | 穂坂史織                 | 12月14日      |
| 第64話第2462話 | 馬借のパパ               | 浦沢義雄 | 奥澤粗笨   | 前園文夫       | 生野裕子 アベ正己        | 12月15日      |
| 第65話第2463話 | 七松家への家庭訪問       | 浦沢義雄 | 小野木一樹 | 成川武千嘉     | 遠藤晴裕                 | 12月18日      |
| 第66話第2464話 | 金吾と喜三太             | 浦沢義雄 | 三浦辰夫   | 三浦辰夫       | 生野裕子                 | 12月19日      |
| 第67話第2465話 | ゴローとコージ           | 浦沢義雄 | 奥澤粗笨   | 秦義人         | 穂坂史織                 | 12月20日      |
| 第68話第2466話 | 久々知の豆腐の謎         | 石山優子 | 小野木一樹 | 秦義人         | 谷口亜希子               | 12月21日      |
| 第69話第2467話 | 竹谷の一人部屋           | 浦沢義雄 | 矢澤範生   | 言問橋理       | 太田麻美                 | 12月22日      |
| 第70話第2468話 | 努力の人                 | 浦沢義雄 | 竹之内和久 | 前園文夫       | 生野裕子 小幡公春        | 12月25日      |
| 第71話第2469話 | 竹高と三治郎             | 浦沢義雄 | もりたけし | 前園文夫       | 生野裕子 はしもとかつみ  | 12月26日      |
| 第72話第2470話 | 美しい髪形のために       | 山田花名 | 鈴木卓夫   | 成川武千嘉     | 芳川弥生                 | 12月27日      |
| 第73話第2471話 | 恐怖の追っ手             | 山田花名 | 三浦辰夫   | 三浦辰夫       | 生野裕子                 | 12月28日      |
| 第74話第2472話 | 同室の得意技             | 阪口和久 | 木村哲     | 言問橋理       | 楠眞由美                 | 12月29日      |
| 第75話第2473話 | 大家さん保存会           | 浦沢義雄 | 渡邉峻     | 言問橋理       | 芳川弥生                 | 2024年 1月4日 |
| 第76話第2474話 | 明日はお別れ             | 浦沢義雄 | 木村哲     | 言問橋理       | 太田麻美                 | 1月5日        |

放送休止
- 2023年5月5日：劇場版 おさるのジョージ6/いざ出航！キャプテン・ジョージ (18:40 - 20:02)
- 2024年1月1日：ニュース「令和6年能登半島地震」関連
- 2024年1月2日：待ってました！歌舞伎生中継 初芝居生中継 (18:00 - 18:55)、NHK手話ニュース (18:55 - 19:00)
- 2024年1月3日：クラシックTV スペシャル 公開収録「パワー・オブ・オーケストラ」(18:00 - 18:55)、NHK手話ニュース (18:55 - 19:00)

### 第32期
2024年4月1日から5月10日、10月28日から12月20日、2025年1月6日から1月14日まで放送された。全76話、通算2550回。
第60話から第64話のエピソードは尼子が原案を書いている。
| 話数通算       | サブタイトル           | 脚本     | 絵コンテ       | 演出       | 作画監督                | 初放送日      |
| -------------- | ---------------------- | -------- | -------------- | ---------- | ----------------------- | ------------- |
| 第1話第2475話  | 宿題の作文             | 浦沢義雄 | 木村哲         | 成川武千嘉 | 芳川弥生                | 2024年 4月1日 |
| 第2話第2476話  | ガチガチに固まる       | 浦沢義雄 | 矢澤範生       | 秦義人     | 谷口亜希子              | 4月2日        |
| 第3話第2477話  | 休みボケ               | 石山優子 | 木村哲         | 秦義人     | 穂坂史織                | 4月3日        |
| 第4話第2478話  | 原因は熱血漢           | 浦沢義雄 | 三浦辰夫       | 三浦辰夫   | 生野裕子                | 4月4日        |
| 第5話第2479話  | 潮江先輩と安藤先生     | 浦沢義雄 | 奥澤粗笨       | 館信一郎   | 林一哉 諏訪昌夫         | 4月5日        |
| 第6話第2480話  | 尊敬する先生           | 浦沢義雄 | 小野木一樹     | 館信一郎   | 生野裕子 パク ゴン ハー | 4月8日        |
| 第7話第2481話  | 八方斎の右腕           | 浦沢義雄 | 矢澤範生       | 館信一郎   | 生野裕子 松崎一         | 4月9日        |
| 第8話第2482話  | くの一の決意           | 浦沢義雄 | 鈴木卓夫       | 成川武千嘉 | 遠藤靖裕                | 4月10日       |
| 第9話第2483話  | 安藤先生のスランプ     | 山田花名 | 矢澤範生       | 岡尾貴洋   | 生野裕子 飯飼一幸       | 4月11日       |
| 第10話第2484話 | 火薬委員会の歓迎会     | 浦沢義雄 | 小野木一樹     | 成川武千嘉 | 芳川弥生                | 4月12日       |
| 第11話第2485話 | じいちゃんは忍者マニア | 石山優子 | 奥澤粗笨       | 岡尾貴洋   | 生野裕子 飯飼一幸       | 4月15日       |
| 第12話第2486話 | おシゲを怒らせた       | 山田花名 | 竹之内和久     | 岡尾貴洋   | 生野裕子 飯飼一幸       | 4月16日       |
| 第13話第2487話 | 最強の三年生           | 吉高寿男 | 鈴木卓夫       | 鈴木卓夫   | 市来剛                  | 4月17日       |
| 第14話第2488話 | ブロマイドにはしない   | 浦沢義雄 | 木村哲         | 鈴木卓夫   | 市来剛 小幡公春         | 4月18日       |
| 第15話第2489話 | ライバルが現れた!?     | 吉高寿男 | 鈴木卓夫       | 鈴木卓夫   | 市来剛                  | 4月19日       |
| 第16話第2490話 | 名探偵伏木蔵           | 浦沢義雄 | 小野木一樹     | 秦義人     | 谷口亜希子              | 4月22日       |
| 第17話第2491話 | 牧之介が来ちゃった     | 浦沢義雄 | 木村哲         | 秦義人     | 楠眞由美                | 4月23日       |
| 第18話第2492話 | おもてなし厳禁         | 阪口和久 | 竹之内和久     | 秦義人     | 楠眞由美                | 4月24日       |
| 第19話第2493話 | 掃除当番のやる気       | 浦沢義雄 | 木村哲         | 館信一郎   | 生野裕子 松崎一         | 4月25日       |
| 第20話第2494話 | ケンカの理由           | 石山優子 | 奥澤粗笨       | 館信一郎   | 生野裕子 諏訪昌夫       | 4月26日       |
| 第21話第2495話 | いぶ鬼のサブリーダー   | 浦沢義雄 | 矢澤範生       | 館信一郎   | 林一哉                  | 4月29日       |
| 第22話第2496話 | 走れしんべヱ           | 山田花名 | 木村哲         | 成川武千嘉 | 遠藤靖裕                | 4月30日       |
| 第23話第2497話 | 落ちぶれた貴族         | 浦沢義雄 | 小野木一樹     | 岡尾貴洋   | 生野裕子 飯飼一幸       | 5月1日        |
| 第24話第2498話 | 北石照代の七変化       | 浦沢義雄 | 木村哲         | 成川武千嘉 | 芳川弥生                | 5月2日        |
| 第25話第2499話 | 六年生の動物のお世話   | 阪口和久 | 鈴木卓夫       | 成川武千嘉 | 芳川弥生                | 5月3日        |
| 第26話第2500話 | 生き物思い             | 浦沢義雄 | 小野木一樹     | 岡尾貴洋   | 生野裕子 飯飼一幸       | 5月6日        |
| 第27話第2501話 | 魔界之先生の相談       | 浦沢義雄 | 奥澤粗笨       | 岡尾貴洋   | 生野裕子 清水由紀子     | 5月7日        |
| 第28話第2502話 | アルバイトで対決       | 山田花名 | 小野木一樹     | 鈴木卓夫   | 市来剛 小幡公春         | 5月8日        |
| 第29話第2503話 | くの一のスカウト       | 石山優子 | 鈴木卓夫       | 鈴木卓夫   | 市来剛                  | 5月9日        |
| 第30話第2504話 | 一年は組の団結力       | 浦沢義雄 | 木村哲         | 鈴木卓夫   | 市来剛                  | 5月10日       |
| 第31話第2505話 | のんびりしたい         | 浦沢義雄 | 木村哲         | 秦義人     | 楠眞由美                | 10月28日      |
| 第32話第2506話 | 田村三木ヱ門の雑念     | 浦沢義雄 | 設楽直美       | 秦義人     | 楠眞由美                | 10月29日      |
| 第33話第2507話 | 大好きなジメジメ       | 浦沢義雄 | 三浦辰夫       | 三浦辰夫   | 生野裕子 八馬田古飛兵   | 10月30日      |
| 第34話第2508話 | 怪力忍者               | 浦沢義雄 | 鬼瓦沢庵       | 高橋奉宏   | 生野裕子 松崎一         | 10月31日      |
| 第35話第2509話 | 不破先輩の決断力       | 石山優子 | 佐々木和宏     | 高橋奉宏   | 生野裕子 諏訪昌夫       | 11月1日       |
| 第36話第2510話 | 家族の絆               | 浦沢義雄 | 木村哲         | 高橋奉宏   | 林一哉                  | 11月5日       |
| 第37話第2511話 | 留三郎と伊作の休日     | 阪口和久 | 小野木一樹     | 成川武千嘉 | 芳川弥生                | 11月6日       |
| 第38話第2512話 | 富松作兵衛と特訓       | 山田花名 | 木村哲         | 成川武千嘉 | 遠藤靖裕                | 11月7日       |
| 第39話第2513話 | 最高の豆腐を求めて     | 吉高寿男 | 佐々木和宏     | 成川武千嘉 | 江上華子                | 11月8日       |
| 第40話第2514話 | 陸に上がった第三協栄丸 | 山田花名 | 木村哲         | 鈴木卓夫   | 市来剛                  | 11月11日      |
| 第41話第2515話 | 立花先輩と綾部先輩     | 石山優子 | 鈴木卓夫       | 鈴木卓夫   | 市来剛 小幡公春         | 11月12日      |
| 第42話第2516話 | 頼られすぎの学級委員長 | 石山優子 | 矢澤範生       | 鈴木卓夫   | 市来剛                  | 11月13日      |
| 第43話第2517話 | 羽丹羽くんのあこがれ   | 浦沢義雄 | 三浦辰夫       | 三浦辰夫   | 生野裕子                | 11月14日      |
| 第44話第2518話 | 小さなほこら           | 浦沢義雄 | 木村哲         | 秦義人     | 生野裕子                | 11月15日      |
| 第45話第2519話 | 個性あふれる三反田数馬 | 吉高寿男 | 木村哲         | 秦義人     | 楠眞由美                | 11月18日      |
| 第46話第2520話 | 三治郎の挑戦状の段     | 石山優子 | 小野木一樹     | 高橋奉宏   | 生野裕子 諏訪昌夫       | 11月19日      |
| 第47話第2521話 | 新しい家               | 浦沢義雄 | 鈴木卓夫       | 高橋奉宏   | 生野裕子 松崎一         | 11月20日      |
| 第48話第2522話 | 一日事務員             | 吉高寿男 | 竹之内和久     | 高橋奉宏   | 林桂子                  | 11月21日      |
| 第49話第2523話 | 金楽寺の和尚の意地     | 浦沢義雄 | 木村哲         | 成川武千嘉 | 遠藤靖裕                | 11月22日      |
| 第50話第2524話 | スーパースター忍者     | 浦沢義雄 | 佐々木和宏     | 成川武千嘉 | 江上華子                | 11月25日      |
| 第51話第2525話 | テストの結果           | 浦沢義雄 | まつぞのひろし | 森田侑季   | 生野裕子 桜井木ノ実     | 11月26日      |
| 第52話第2526話 | 気持ちのいい日差し     | 浦沢義雄 | 矢澤範生       | 森田侑季   | 生野裕子 ヴィ ヴァン    | 11月27日      |
| 第53話第2527話 | リンスのお礼           | 浦沢義雄 | 竹之内和久     | 森田侑季   | 生野裕子 桜井木ノ実     | 11月28日      |
| 第54話第2528話 | 四郎兵衛の選択         | 浦沢義雄 | 鬼瓦沢庵       | 鈴木卓夫   | 市来剛 小幡公春         | 11月29日      |
| 第55話第2529話 | 経験の差               | 浦沢義雄 | 小野木一樹     | 秦義人     | 生野裕子 牧野清香       | 12月2日       |
| 第56話第2530話 | 美しい心               | 浦沢義雄 | 小野木一樹     | 秦義人     | 生野裕子 はしもとかつみ | 12月3日       |
| 第57話第2531話 | 立派な教育者           | 浦沢義雄 | まつぞのひろし | 秦義人     | 生野裕子 アベ正己       | 12月4日       |
| 第58話第2532話 | 勇気ある八方斎         | 浦沢義雄 | 矢澤範生       | 高橋奉宏   | 林一哉                  | 12月5日       |
| 第59話第2533話 | 同室の共倒れ           | 阪口和久 | 竹之内和久     | 秦義人     | 楠眞由美                | 12月6日       |
| 第60話第2534話 | 一緒に帰る             | 浦沢義雄 | 木村哲         | 成川武千嘉 | 遠藤靖裕                | 12月9日       |
| 第61話第2535話 | 喜八郎と滝夜叉丸       | 吉高寿男 | 木村哲         | 成川武千嘉 | 江上華子                | 12月10日      |
| 第62話第2536話 | イライラする           | 石山優子 | 小野木一樹     | 鈴木卓夫   | 市来剛 小幡公春         | 12月11日      |
| 第63話第2537話 | 嫌われる理由           | 阪口和久 | 小野木一樹     | 成川武千嘉 | 芳川弥生                | 12月12日      |
| 第64話第2538話 | 若い人                 | 浦沢義雄 | 鈴木卓夫       | 鈴木卓夫   | 市来剛                  | 12月13日      |
| 第65話第2539話 | 犯人をさがせ！         | 石山優子 | 小野木一樹     | 成川武千嘉 | 芳川弥生                | 12月16日      |
| 第66話第2540話 | 小松田さん対出茂鹿之介 | 山田花名 | 鈴木卓夫       | 鈴木卓夫   | 市来剛                  | 12月17日      |
| 第67話第2541話 | 土井先生のお弁当       | 浦沢義雄 | 木村哲         | 鈴木卓夫   | 市来剛                  | 12月18日      |
| 第68話第2542話 | ふぶ鬼の父ちゃん       | 浦沢義雄 | 木村哲         | 秦義人     | 楠眞由美                | 12月19日      |
| 第69話第2543話 | 杭瀬村の日照り         | 浦沢義雄 | 三浦辰夫       | 三浦辰夫   | 生野裕子                | 12月20日      |
| 第70話第2544話 | ためになる本           | 浦沢義雄 | 矢澤範生       | 高橋奉宏   | 生野裕子 諏訪昌夫       | 2025年 1月6日 |
| 第71話第2545話 | 約束のかも鍋           | 浦沢義雄 | 矢澤範生       | 岡英和     | 生野裕子 松崎一         | 1月7日        |
| 第72話第2546話 | 古沢仁之進の純情       | 浦沢義雄 | 小野木一樹     | 森田侑季   | 生野裕子 ヴィ ヴァン    | 1月8日        |
| 第73話第2547話 | 尾浜先輩と竹谷先輩     | 浦沢義雄 | まつぞのひろし | 森田侑季   | 生野裕子 チン リョウ    | 1月9日        |
| 第74話第2548話 | あの人は誰？           | 浦沢義雄 | 鬼瓦沢庵       | 森田侑季   | 生野裕子 桜井木ノ実     | 1月10日       |
| 第75話第2549話 | 母上の手紙             | 浦沢義雄 | 竹之内和久     | 秦義人     | 生野裕子 荻野紀子       | 1月13日       |
| 第76話第2550話 | お別れのあいさつ       | 浦沢義雄 | 木村哲         | 秦義人     | 楠眞由美                | 1月14日       |

放送休止
- 2024年11月4日：スゴEフェス2024 HOT&ホッと 生放送スペシャル その2 (18:30 - 19:55)

### 第33期
2025年3月31日より放送。
第6話から第10話のエピソードは「第一回委員会委員長会議シリーズ」となっている。
| 話数通算       | サブタイトル           | 脚本     | 絵コンテ       | 演出       | 作画監督            | 初放送日       |
| -------------- | ---------------------- | -------- | -------------- | ---------- | ------------------- | -------------- |
| 第1話第2551話  | 新学期の心配           | 浦沢義雄 | 木村哲         | 成川武千嘉 | 遠藤靖裕            | 2025年 3月31日 |
| 第2話第2552話  | 一番乗りは誰？         | 浦沢義雄 | 木村哲         | 成川武千嘉 | 芳川弥生            | 4月1日         |
| 第3話第2553話  | 学園長のあいさつ       | 浦沢義雄 | 木村哲         | 岡英和     | 辻加奈子            | 4月2日         |
| 第4話第2554話  | 滝夜叉丸の名前         | 浦沢義雄 | 三浦辰夫       | 三浦辰夫   | 生野裕子            | 4月3日         |
| 第5話第2555話  | ふたりだけのいくさ     | 浦沢義雄 | 鈴木卓夫       | 高橋奉宏   | 生野裕子 松崎一     | 4月4日         |
| 第6話第2556話  | 委員会委員長会議       | 浦沢義雄 | 小野木一樹     | 渡邉峻     | 市来剛              | 4月7日         |
| 第7話第2557話  | 遅れた委員長たち       | 浦沢義雄 | 小野木一樹     | 渡邉峻     | 市来剛              | 4月8日         |
| 第8話第2558話  | もっと遅れた委員長たち | 浦沢義雄 | 小野木一樹     | 渡邉峻     | 生野裕子            | 4月9日         |
| 第9話第2559話  | 遅すぎる委員長代理     | 浦沢義雄 | 小野木一樹     | 秦義人     | 楠眞由美            | 4月10日        |
| 第10話第2560話 | 委員会委員長会議開催！ | 浦沢義雄 | 小野木一樹     | 秦義人     | 谷口亜希子          | 4月11日        |
| 第11話第2561話 | 見守りたい             | 石山優子 | まつぞのひろし | 岡英和     | 辻加奈子            | 4月14日        |
| 第12話第2562話 | キッチリしすぎ         | 石山優子 | まつぞのひろし | 高橋奉宏   | 生野裕子 諏訪昌夫   | 4月15日        |
| 第13話第2563話 | ドクたまの奉仕活動     | 浦沢義雄 | 鈴木卓夫       | 高橋奉宏   | 林一哉              | 4月16日        |
| 第14話第2564話 | 生物がいない日         | 吉高寿男 | 木村哲         | 秦義人     | 小幡公春            | 4月17日        |
| 第15話第2565話 | 神社のアルバイト       | 浦沢義雄 | まつぞのひろし | 成川武千嘉 | 遠藤靖裕            | 4月18日        |
| 第16話第2566話 | 文房具への恨み         | 浦沢義雄 | 鈴木卓夫       | 成川武千嘉 | 荻野紀子 江上華子   | 4月21日        |
| 第17話第2567話 | 兵庫水軍の健康診断     | 浦沢義雄 | 鈴木卓夫       | 成川武千嘉 | 辻加奈子            | 4月22日        |
| 第18話第2568話 | 尾浜先輩のスカウト     | 石山優子 | 鈴木卓夫       | 高橋奉宏   | 生野裕子 松崎一     | 4月23日        |
| 第19話第2569話 | 手裏剣をさがせ         | 阪口和久 | 鈴木卓夫       | 高橋奉宏   | 生野裕子 上條修     | 4月24日        |
| 第20話第2570話 | 四郎兵衛の髪型         | 浦沢義雄 | まつぞのひろし | 岡英和     | 芳川弥生            | 4月25日        |
| 第21話第2571話 | 牧之介地蔵             | 浦沢義雄 | 三浦辰夫       | 三浦辰夫   | 生野裕子            | 4月28日        |
| 第22話第2572話 | 鍛練の約束             | 石山優子 | まつぞのひろし | 高橋奉宏   | 生野裕子 桜井木ノ実 | 4月29日        |
| 第23話第2573話 | 綾部先輩は教え上手？   | 吉高寿男 | 鈴木卓夫       | 岡英和     | 芳川弥生            | 4月30日        |
| 第24話第2574話 | 通販の成功？           | 浦沢義雄 | 鈴木卓夫       | 渡邉峻     | 市来剛              | 5月1日         |
| 第25話第2575話 | 四年生の悩み           | 石山優子 | 小野木一樹     | 渡邉峻     | 辻加奈子            | 5月2日         |
| 第26話第2576話 | 算数のテスト           | 浦沢義雄 | 木村哲         | 渡邉峻     | 市来剛              | 5月5日         |
| 第27話第2577話 | 頼れる彦四郎           | 浦沢義雄 | まつぞのひろし | 秦義人     | 小幡公春            | 5月6日         |
| 第28話第2578話 | 本の返却日             | 浦沢義雄 | まつぞのひろし | 秦義人     | 生野裕子            | 5月7日         |
| 第29話第2579話 | うろうろの理由         | 山田花名 | 鈴木卓夫       | 秦義人     | 楠眞由美            | 5月8日         |
| 第30話第2580話 | カラクリ肩たたき       | 山田花名 | 細谷秋夫       | 成川武千嘉 | 遠藤靖裕            | 5月9日         |
| 第31話第2581話 | モデル厳禁             | 阪口和久 | 設楽直美       | 渡邉峻     | 江上華子 谷口亜希子 | 5月12日        |
| 第32話第2582話 | 黒古毛般蔵のランチ     | 浦沢義雄 | 小野木一樹     | 成川武千嘉 | 辻加奈子 芳川弥生   | 5月13日        |
| 第33話第2583話 | 感覚を研ぎすませ       | 吉高寿男 | 細谷秋夫       | 岡英和     | 芳川弥生 市来剛     | 5月14日        |
| 第34話第2584話 | きり丸の薬売り         | 浦沢義雄 | 木村哲         | 岡英和     | 辻加奈子 江上華子   | 5月15日        |
| 第35話第2585話 | 金楽寺に隠された財宝   | 浦沢義雄 | 小野木一樹     | 岡英和     | 藤森雅也 楠眞由美   | 5月16日        |